# Powers (Michigan)
Powers é uma vila localizada no estado americano de Michigan, no Condado de Menominee.

## Demografia
Segundo o censo americano de 2000, a sua população era de 430 habitantes.
Em 2006, foi estimada uma população de 420, um decréscimo de 10 (-2.3%).

## Geografia
De acordo com o United States Census Bureau tem uma área de
2,6 km², dos quais 2,6 km² cobertos por terra e 0,0 km² cobertos por água.

## Localidades na vizinhança
O diagrama seguinte representa as localidades num raio de 36 km ao redor de Powers.